# John Cluysenaar

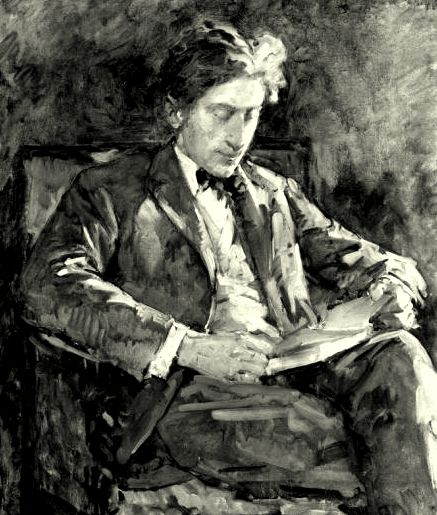
Porträt John Cluysenaar, gemalt von seinem Vater André vor 1939

John Cluysenaar (vollständig: John (Jean) Edmond Cluysenaar) (* 26. September 1899 in Uccle; † 31. Juli 1986 in Noville-sur-Mehaigne, Provinz Namur) war ein Bildhauer, Maler, Zeichner und Aquarellist.

## Leben und Wirken
John Cluysenaar gehört zu der niederländisch/belgischen Linie der ursprünglich aus Tirol stammenden und später in Burtscheid tätigen Architektenfamilie Klausener. Da sein Vater André Cluysenaar seiner künstlerischen Begabung zunächst entgegenwirkte, bildete sich John autodidaktisch weiter. Mit 16 Jahren war er ohne Mittel in London und musste in diversen Berufen sein Geld verdienen. Es folgten von 1917 bis 1919 zwei Jahre Militärdienst in der belgischen Armee.
Die nächsten 20 Jahre widmete sich Cluysenaar der Bildhauerei. Im Jahr 1924 erhielt er den Prix de Rome und 1925 in Brüssel den Prix Godecharle für sein Werk Les Baiser. Nach 1925 unternahm er eine Studienreise durch Italien und Frankreich. Seine erste Einzelausstellung fand in London statt. 
Nach dem Tod des Vaters gab er die Bildhauerei auf und ließ sich in London als Maler nieder. Es folgten Aufenthalte in Schottland und Irland, bis er 1955 nach Brüssel zurückkehrte. Mit Jacqueline Collier, seiner dritten Ehefrau zog er nach Noville-sur-Mehaigne, wo diese die 1989 gegründete John-Clysenaar-Fondation leitete. Seine Tochter Anne Cluysenaar aus der Ehe mit der Malerin Sybil Fitzgerald Hewat wurde 1936 geboren und war als Dichterin tätig. Sie wurde am 1. November 2014 von ihrem Stiefsohn ermordet.

## Stil
Seine Porträtbüsten sind charaktervolle und lebendige Werke in impressionistischer Tradition. Sein individualistisches Wesen negierte alle Kunst-Schulen und Bindungen an die Gesellschaft. D. Derrey-Capon bezeichnete seinen intuitiven Stil als ein All over Painting. Seine Bilder veranschaulichen flüchtige Wahrnehmungen und improvisierte Gesten und seine Farben sind intensiv und pastos. Die Physiognomien faszinierten ihn. Das Resultat waren Entstellungen, Entpersonifizierungen, Deformierungen und Verzerrungen von Gesichtsdarstellungen, eine expressionistische Offenlegung seiner Impressionen. Derrey-Capon interpretierte diese primitive Ausdrucksform als Projektion seiner Ängste und Identitätssuche.
Von ihm stammen Werke mit einer Rot oder Purpur – Weiß 
gesprenkelten Fläche, die im März und August 2010 zur Auktion kamen und einen Wert von 300.000 bis 500.000 Euro haben.

## Auszeichnung
- 1981 Medaille der Stadt Brüssel

## Werke (Auswahl)
- 1924 Les Baiser

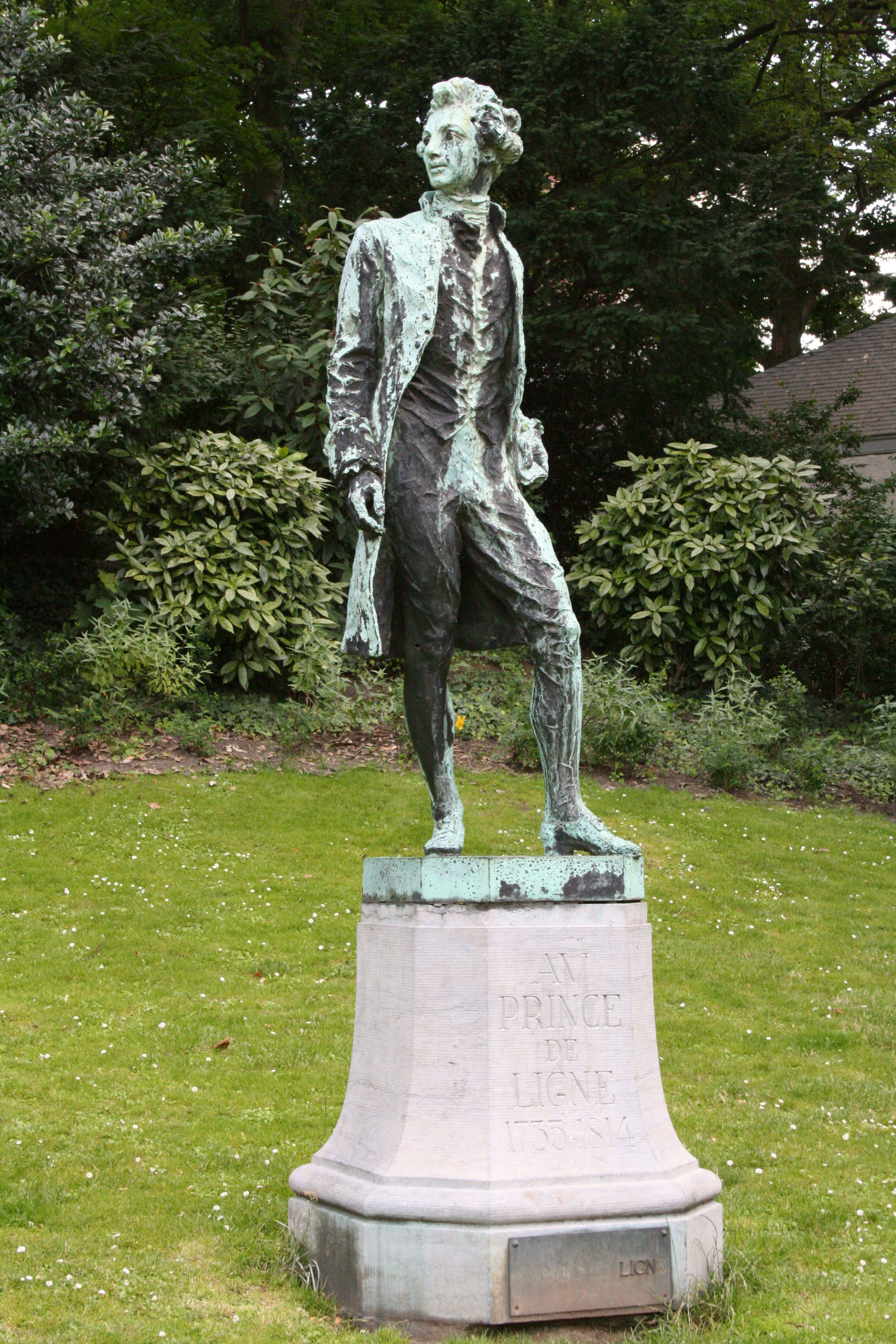
Prins de Ligne

- 1924 André Cluysenaar, Porträtbüste, Antwerpen
- 1924 Henri Victor Wolvens, Porträtbüste des Malers. Musée communal des beaux-arts in Ixelles.
- 1929 Eugène Larmans, Porträtbüste
- weibliche Aktskulptur in dreiviertel Ansicht bis zu den Knien.[6]
- Figure tombale, weibliche Skulptur[7]
- Prins de ligne, Statue in Brüssel[8]
- 1951 L'eveil[9]
- Souvenir, 38 cm[10]
- Rythme[11]
- Diane Huntress mit Bogen und Windspiel in Aktion[12]
- Büste Selbstporträt?[13]
- um 1920 Sitzend Denkende[14]
- Komposition in Rot
- Komposition in Purpur